# Delčnovalovna dualnost
Délčnovalóvna duálnost je koncept v kvantni mehaniki, da se lahko vsak delec ali kvantna entiteta opiše ali kot delec ali valovanje. Izraža nesposobnost klasičnih konceptov »delca« ali »valovanja« za polni opis obnašanja teles na kvantnem nivoju. Kakor je zapisal Albert Einstein:
Izgleda, da moramo včasih vendarle uporabiti eno teorijo in drugič drugo, včasih pa nobeno od njiju. Soočamo se z novo vrsto težavnosti. Imamo dve nasprotujoči si sliki stvarnosti – ločeni med seboj nobena od njiju v celoti ne pojasni pojava svetlobe, skupaj pa ga.
Skozi delo Maxa Plancka, Alberta Einsteina, Louisa de Broglieja, Arthurja Comptona, Nielsa Bohra in mnogih drugih trenutna znanstvena teorija pravi, da imajo vsi delci valovno naravo in obratno. Ta fenomen je bil potrjen ne le za osnovne delce, ampak tudi za sestavljene delce, kot so atomi in celo molekule. Zaradi izjemno kratkih valovnih dolžin makroskopskih delcev po navadi njihove valovne značilnosti ni moč zaznati.
Čeprav raba delčnovalovne dualnosti v fiziki lepo uspeva, njen pomen ali interpretacija nista zadovoljivo razrešena (glej interpretacije kvantne mehanike).
Bohr je imel »paradoks dualnosti« za osnovno ali metafizično dejstvo narave. Dana vrsta kvantnega objekta bo včasih kazala značaj valovanja, drugič pa delca glede na različne fizikalne pogoje. Takšno dualnost je videl kot en vid koncepta načela komplementarnosti. Bohr je ocenil odrekanje razmerja med vzrokom in posledico ali komplementarnosti slike prostor-časa kot bistveno za kvantnomehansko pojmovanje.
Werner Heisenberg je obravnaval vprašanje naprej. Dualnost naj bi po njem bila prisotna v vseh kvantnih entitetah, vendar ne čisto v običajnem kvantnomehanskem pojmovanju, ki ga je upošteval Bohr. Videl jo je v smislu druge kvantizacije, ki tvori popolnoma nov koncept polj obstoječih v običajnem prostor-času, in je vzročnost še vedno predstavljiva. Klasične vrednost polj (na primer jakosti Maxwellovega električnega in magnetnega polja) zamenjuje popolnoma nova vrsta vrednosti polja, kot je to upoštevano v kvantni teoriji polja. Če se sklepanje obrne, se lahko običajna kvantna mehanika izpelje kot posebna posledica kvantne teorije polja.

## Zgodovina

### Klasični delec in valovne teorije svetlobe
Demokrit (5. stoletje pr. n. št.) je razpravljal o tem, da so vse stvari v vesolju, vključno s svetlobo sestavljene iz nevidnih sestavnih delov. Evklid (4.–3. stoletje pr. n. št.) je napisal razprave o širjenju svetlobe, opisal načelo najkrajše poti svetlobe, vključno z mnogokratnim odbojem na zrcalih, tudi krogelnih. Plutarh (1.–2. stoletje) je opisal mnogokratne odboje na krogelnih zrcalih in razpravljal o nastanku večjih ali manjših slik, pravih ali navideznih, vključno s kiralnostjo slik.
Na začetku 11. stoletja je arabski učenjak Ibn Al Haitam napisal prvo obsežno delo o optiki Knjiga o optiki (Kitab Al Manazir), kjer je opisal odboj, lom in delovanje objektiva z luknjico prek svetlobnih žarkov, ki potujejo od točke vira do očesa. Trdil je, da so ti žarki sestavljeni iz svetlobnih delcev. Leta 1630 je René Descartes populariziral in priznaval nasprotujoč valovni opis v svoji razpravi o svetlobi Razprava o svetu in svetlobi (Traité du monde et de la lumière), kjer je pokazal, da se lahko obnašanje svetlobe predrugači z modeliranjem motenj, podobnih valovanju, v splošnem prenosnem mediju, imenovanem eter.
Od začetka leta 1670 in nadaljnja tri desetletja je Isaac Newton razvijal in se zavzemal za svojo korpuskularno teorijo svetlobe, na katero je sklepal po tem, da popolnoma ravni žarki pri odboju kažejo na delčno naravo svetlobe, saj lahko po premicah potujejo le delci (korpuskule). Lom je opisal s predpostavko, da delci svetlobe pri vstopu v gostejši medij pospešujejo v prečni smeri. Leta 1704 je izdal knjigo Optika (Opticks). Skoraj istočasno kot Newton so njegova sodobnika Robert Hooke in Christiaan Huygens, ter kasneje leta 1818 Augustin-Jean Fresnel, matematično prečistili valovno sliko, pri čemer so pokazali, da, če svetloba potuje z različnimi hitrostmi v različnem mediju, se lahko lom preprosto pojasni kot širjenje svetlobnega valovanja, odvisnega od medija. Od tod izhajajoče Huygens-Fresnelovo načelo je bilo zelo uspešno pri obnovitvi takšnega obnašanja svetlobe. Kasneje ga je podprlo odkritje valovne interference svetlobe Thomasa Younga s svojim interferenčnim poskusom z dvojno režo leta 1801.
James Bradley je leta 1727 prvi izmeril zvezdno aberacijo, ter tako ponovno pokazal, da ima svetloba končno hitrost, kakor tudi da se Zemlja giblje. Siméon Denis Poisson je leta okril svetlo pego, kar je tudi podprlo valovno teorijo. Valovna slika ni takoj pregnala žarkovno in delčno sliko, vendar je v sredini 19. stoletja začela prevladovati nad znanstvenim mišljenjem o svetlobi, saj je lahko pojasnila polarizacijske pojave, druge slike pa je niso mogle.
James Clerk Maxwell je odkril, da lahko, pred tem odkrite Maxwellove enačbe, skupaj z majhnim popravkom uporabi za opis samorazširjajočega se valovanja nihajočega električnega in magnetnega polja. Kmalu je postalo jasno, da so vidna, ultravijolična in infrardeča svetloba vse elektromagnetno valovanje z različno frekvenco. Leta 1873 je Maxwell objavil svojo Razpravo 0 elektriki in magnetizmu (A Treatise on Electricity and Magnetism). Leta 1879 je predlagal da bi se lahko absolutno hitrost Zemlje v etru optično zaznalo.
- Animacija prikazuje delčnovalovno dualnost z interferenčnim poskusom z dvojno režo in vpliv na opazovalca. Povečaj velikost za opis v videu samem. Glej tudi kviz povezan z animacijo.
- Trki delcev omogočajo vidnost interferenčnega vzorca valovanja.
- Kvantni delec je predstavljen z valovnim paketom.
- Interferenca kvantnega delca s samim seboj.

### Sevanje črnega telesa in Planckov zakon
Max Planck je leta 1901 objavil analizo, ki je uspela reproducirati opazovani spekter svetlobe, izsevane iz svetlečega telesa. Da je dosegel to, je moral matematično privzeti kvantizirano energijo oscilatorjev, to je atomov črnega telesa, ki sevajo. Einstein je kasneje predlagal, da je elektromagnetno sevanje sámo kvantizirano in ne energija sevajočih atomov.
Sevanje črnega telesa, oddajanje elektromagnetne energije zaradi toplote telesa, se ne more pojasniti le s klasičnimi prijemi. Ekviparticijski izrek klasične mehanike, osnova za vse klasične termodinamske teorije, pravi, da je energija telesa med nihajnimi načini razdeljena enakomerno. Enako razmišljanje za elektromagnetno emisijo takšnega vročega telesa ni bilo tako uspešno. Da vroče telo oddaja svetlobo, je bilo dolgo znano. Ker je bila svetloba znana kot elektromagnetno valovanje, so fiziki upali, da bodo lahko to oddajanje opisali s klasičnimi zakoni. To je postalo znano kot problem črnega telesa. Ker je ekviparticijski izrek dobro opisoval nihajne načine samega vročega telesa, je bilo naravno privzeti, da bo enako dobro opisal oddajanje sevanja takšnih teles. Problem se je hitro pokazal, če je vsak način prejel enak del energije, bi načini s kratkimi valovnimi dolžinami porabili vso energijo. To je postalo jasno z Rayleigh-Jeansovim približkom, ki je sicer pravilno napovedoval jakost emisij z dolgimi valovnimi dolžinami, za kratke valovne dolžine pa je napovedal neskončno skupno energijo, ko je jakost divergirala proti neskončnosti. To je postalo znano kot ultravijolična katastrofa.
Planck je leta 1900 domneval, da je frekvenca svetlobe, ki jo odda črno telo, odvisna od frekvence izvirnega oscilatorja, in da energija teh nihanj narašča linearno s frekvenco (po enačbi {\displaystyle E=hf\!\,}, kjer je {\displaystyle h\!\,} Planckova konstanta, {\displaystyle f\!\,} pa frekvenca). To ni bil nenavaden predlog, če se upošteva, da makroskopski oscilatorji delujejo podobno, ko se raziskuje pet preprostih harmoničnih oscilatorjev z enako amplitudo, vendar z različno frekvenco – oscilator z najvišjo frekvenco ima največjo energijo, (čeprav ta zveza ni linearna kot Planckova). Z zahtevo, da mora visokofrekvenčno svetlobo oddati oscilator z enako frekvenco, in nadaljnjo zahtevo, da ta oscilator zasede višjo energijo od ene manjših frekvenc, se je Planck izognil kakršni koli katastrofi, pri čemer je visokofrekvenčne oscilatorje enakomerno razdelil in tako je nastalo zaporedoma manj oscilatorjev in manj oddane svetlobe. Kakor pri Maxwell-Boltzmannovi porazdelitvi nizkofrekvenčne nizkoenergijske oscilatorje zavira tlak toplotnega drsenja iz oscilatorjev z višjo energijo, se nujno povečata njihova energija in frekvenca.
Najbolj revolucionaren vidik Planckove obravnave črnega telesa je, da se inherentno opira na celo število oscilatorjev v toplotnem ravnovesju z elektromagnetnim poljem. Ti oscilatorji oddajo vso svojo energijo elektromagnetnemu polju, tvorijo svetlobni kvant vedno, ko jih ta vzbudi, absorbirajo svetlobni kvant in začnejo nihati z odgovarjajočo frekvenco. Planck je namenoma izdelal atomsko teorijo črnega telesa, nenamenoma pa je tvoril atomsko teorijo svetlobe, kjer črno telo nikoli ne ustvari svetlobne kvante pri dani frekvenci z energijo manj kot {\displaystyle hf\!\,}. Ko je spoznal, da je kvantiziral elektromagnetno polje, je svetlobne delce videl le kot omejitev svojega približka in ne kot značilnost stvarnosti.

### Fotoelektrični pojav
Medtem ko je Planck razrešil ultravijolično katastrofo s pomočjo atomov in kvantiziranim elektromagnetnim poljem, je večina tedanjih fizikov soglašala z njim, da njegovi »svetlobni kvanti« predstavljajo le pomanjkljivosti v njegovem modelu. Popolnejša izpeljava sevanja črnega telesa bi vodila do čisto zveznega in »valovanju podobnega« elektromagnetnega polja brez kvantizacije. Einstein je leta 1905 s Planckovim modelom črnega telesa rešil drug vidnejši problem tistega časa – fotoelektrični pojav, pri katerem atomi (na primer v kovini) oddajo elektrone, kadar absorbirajo energijo iz svetlobe. Leta 1897 je Joseph John Thomson, dve leti po odkritju rentgenskih žarkov, skupaj z Johnom Sealyjem Townsendom in Haroldom Albertom Wilsonom izvedel več poskusov, ki so nakazovali, da so katodni žarki samostojni delci in ne valovanje, atomi ali molekule, ko so domnevali do tedaj. Te delce, po njegovem imenovane »korpuskule«, se je na predlog predvsem Georgea Francisa FitzGeralda, Josepha Larmorja in Hendrika Antoona Lorenza, začelo imenovati elektroni. Fotoelektrični pojav so v fizikalnih laboratorijih raziskovali s pomočjo elektronskega modela.
Leta 1902 je Philipp Lenard odkril, da energija teh izvrženih elektronov ni odvisna od jakosti vstopajoče svetlobe, ampak od njene frekvence. Tako, če se na kovino posveti z nizkofrekvenčno svetlobo, bo nekaj nizkoenergijskih elektronov izvrglo. Če se nato posveti na isto kovino z zelo močnim žarkom nizkofrekvenčne svetlobe, bo izvrglo celo množino elektronov. Ti elektroni bodo imeli enako nizko energijo, le več jih bo. Več svetlobe je, več elektronov je izvrženih. Da se dobijo visokoenergijski elektroni, je treba osvetliti kovino z visokofrekvenčno svetlobo. Kakor sevanje črnega telesa se to ni skladalo s teorijo, ki je prisegala na zvezni prenos energije med sevanjem in snovjo. Še vedno pa se je to dalo pojasniti s pomočjo čisto klasičnega opisa svetlobe, vse dokler je snov po svoji naravi kvantnomehanska.
Če bi se vzelo Planckove energijske kvante in zahtevalo, da lahko elektromagnetno sevanje pri dani frekvenci prenaša energijo snovi v celoštevilskih mnogokratnikih energijskega kvanta {\displaystyle hf\!\,}, bi se fotoelektrični pojav lahko preprosto pojasnil. Nizkofrekvenčna svetloba izbija le nizkoenergijske elektrone, ker vsak elektron vzbuja absorbcija enega fotona. Povečevanje jakosti nizkofrekvenčne svetlobe (povečanje števila fotonov) povečuje le število vzbujenih elektronov in ne njihove energije, ker energija vsakega fotona ostaja nizka. Le s povečanjem frekvence svetlobe in tako povečanja energije fotonov se lahko izvrže elektrone z višjo energijo. Tako, če se vzame Planckova konstanta {\displaystyle h\!\,} za določitev energije fotonov na podlagi njihove frekvence, se bo energija izvrženih elektronov tudi povečala linearno s frekvenco, katere gradient premice je Planckova konstanta. Ti rezultati niso bili potrjeni do leta 1915, ko je Robert Andrews Millikan podal eksperimentalne rezultate v popolnem soglasju z Einsteinovo napovedjo. Millikan je prek Einsteinove fotoelektrične enačbe tudi točno določil Planckovo konstanto. Čeprav je energija izvrženih elektronov odražala Planckovo konstanto, obstoj fotonov ni bil eksplicitno dokazan do odkritja pojava fotonskega antigrozdenja, katerega se lahko izvede s sodobnim poskusom v laboratoriju za študente. Pojav so leta 1977 prvič zaznali Leonard Mandel, Harry Jeff Kimble in Mario Dagenais. Ta pojav se lahko pojasni le s fotoni. Einsteinove »svetlobne kvante« so začeli imenovati fotoni leta 1925, sicer pa so že leta 1905 predstavljali bistveni primer delčnovalovne dualnosti. Elektromagnetno sevanje se razširja po zapovedih linearnih valovnih enačb, lahko pa se tudi izseva ali absorbira kot nezvezni elementi, ter se tako sočasno obnaša kot valovanje in delec.

#### Einsteinova razlaga fotoelektričnega pojava
Leta 1905 je Einstein podal razlago fotoelektričnega pojava, ki ga valovna teorija svetlobe ni znala pojasniti. Pri tem je predpostavil obstoj fotonov, kvantov svetlobne energije s posebnimi značilnostmi.
V fotoelektričnem pojavu se je opazovalo, da s svetenjem svetlobe na določene kovine vodi do električnega toka v tokokrogu. Po vsej verjetnosti je svetloba iz kovine izbijala elektrone, kar je povzročalo, da je električni tok stekel. V primeru kalija se je pokazalo, da je bila motna modra svetloba dovolj za nastanek toka, tudi najmočnejša rdeča svetloba, razpoložljiva s tedanjo tehnologijo, pa ni povzročila nobenega toka. Po klasični teoriji svetlobe in snovi, je bila jakost ali amplituda svetlobe sorazmerna z njeno zaznavo svetlosti – svetla svetloba bi morala biti dovolj močna, da bi povzročila velik tok. Vendar ga začuda ni.
Einstein je pojasnil to neskladje s privzetkom, da lahko elektroni sprejmejo energijo le v nezveznih enotah (kvantih ali fotonih) – količino energije {\displaystyle E\!\,}, ki je bila povezana s frekvenco svetlobe {\displaystyle f\!\,}, po preprosti enačbi:
{\displaystyle E=hf\!\,,}
kjer je {\displaystyle h\!\,} Planckova konstanta (6,626 ×10−34 Js). Le fotoni z dovolj visoko frekvenco (nad določeno mejno vrednostjo) lahko sprostijo elektron. Fotoni modre svetlobe imajo na primer dovolj energije za izbitje elektrona iz kovine, fotoni rdeče svetlobe pa ne. En foton svetlobe nad mejno frekvenco lahko sprosti le en elektron – večja je frekvenca fotona, večja je tudi kinetična energija oddanega elektrona, količina svetlobe pod mejno frekvenco pa elektrona ne more sprostiti. Da bi se prekršil ta zakon, bi to zahtevalo izjemno močnojakostne laserje, ki pa jih še niso izumili. Pojavi z odvisnostjo od jakosti s takšnimi laserji še niso bili raziskani.
Einstein je za svoje odkritje zakona fotoelektričnega pojava leta 1921 prejel Nobelovo nagrado za fiziko.

### De Brogliejeva domneva
Leta 1924 je Louis-Victor de Broglie formuliral valovno domnevo, s katero je trdil, da ima snov valovno naravo, in povezal valovno dolžino in gibalno količino z enačbo:
{\displaystyle \lambda ={\frac {h}{p}}\!\,.}
To je posplošitev Einsteinove enačbe za fotoelektrični pojav, saj je gibalna količina fotona enaka:
{\displaystyle p={\frac {E}{c_{0}}}\!\,,}
valovna dolžina (v vakuumu) pa:
{\displaystyle \lambda ={\frac {c_{0}}{f}}\!\,,}
kjer je {\displaystyle c_{0}\!\,} hitrost svetlobe v vakuumu.
De Brogliejevo formulo so potrdili tri leta kasneje za elektron z opazovanjem uklona elektronov. Na Univerzi v Aberdeenu je George Paget Thomson vodil snop elektronov skozi tanek kovinski film in opazoval napovedane interferenčne vzorce. V Bellovih laboratorijih sta Clinton Joseph Davisson in Lester Halbert Germer vodila elektronski snop skozi kristalno mrežo v svojem poskusu znanem kot Davisson-Germerjev poskus.
De Broglie je za svojo domnevo prejel Nobelovo nagrado za fiziko leta 1929. Thomson in Davisson sta si za svoje eksperimentalno delo delila Nobelovo nagrado za fiziko leta 1937.

### Heisenbergovo načelo nedoločenosti
V svojem delu formulacije kvantne mehanike je Werner Heisenberg postavil svoje načelo nedoiločenosti, ki pravi da velja zveza:
{\displaystyle \delta x\,\delta p\geq {\tfrac {1}{2}}\hbar \!\,,}
kjer je:
{\displaystyle \delta \!\,,} – standardni odklon, mera za raztros ali nedoločenost,
{\displaystyle x\!\,}, {\displaystyle p\!\,} – lega in gibalna količina delca,
{\displaystyle \hbar \!\,} – reducirana Planckova konstanta (Planckova konstanta deljena z {\displaystyle 2\pi \!\,}).
Heisenberg je izvirno pojasnil to kot posledico procesa meritev – točna meritev lege bo zmotila gibalno količino in obratno. Na primer v primeru rentgenskega mikroskopa, kar je bilo odločilno odvisno od de Brogliejeve domneve. Sedaj velja prepričanje, da to delno pojasni pojav, nedoločenost obstaja tudi v delcu samem, še preden se meritev sploh izvede.
Dejansko v sodobni razlagi načela nedoločenosti, ki razširja københavnsko interpretacijo, katero sta razvila Bohr in Heisenberg, je to odvisno še bolj od valovne narave delca. Kakor je nesmiselno razpravljati o točni legi valovanja v žici, kjer delci nimajo čisto točnih leg, je tudi nesmiselno razpravljati o valovni dolžini »sunka« valovanja, ki potuje vzdolž žice, kjer delci nimajo čisto točne gibalne količine, kar odgovarja obratni vrednosti valovne dolžine. Poleg tega, da kadar je lega relativno dobro določena, je valovanje sunkovno in ima slabo določeno valovno dolžino in zaradi tega gibalno količino. In obratno, da kadar je gibalna količina, in s tem valovna dolžina, relativno dobro določena, je valovanje videti dolgo in sinusoidno, tako da ima zelo slabo določeno lego.

### De Broglie-Bohmova teorija
De Broglie je za pojasnitev opazovane delčnovalovne dualnosti predlagal konstrukt pilotnega valovanja. V tem pogledu ima vsak delec dobro določeno lego in gibalno količino, vodi pa ga valovna funkcija, izpeljana iz Schrödingerjeve enačbe. Teorijo pilotnega valovanja so v začetku zavračali, ker je omogočala nekrajevne pojave pri uporabi na sisteme z več kot enim delcem. Nekrajevnost je kmalu postala bistvena značilnost kvantne mehanike, David Bohm pa je razširil de Brogliejev model, ki jo eksplicitno vsebuje.

V izhajajoči reprezentaciji, imenovani tudi de Broglie-Bohmova teorija ali bohmska mehanika, delčnovalovna dualnost izgine, valovno obnašanje pa se opiše kot sipanje z valovnim videzom, saj je gibanje delca podvrženo vodilni enačbi ali kvantnemu potencialu.
Ta zamisel, ki razrešuje delčnovalovno zadrego na tako jasen in vsakdanji način, se mi zdi tako naravna in preprosta, da je zame velika skrivnost kako so jo tako splošno prezrli.  – John Stewart Bell
Najboljša ponazoritev modela pilotnega valovanja je dal Couder leta 2010 s »poskusi s hodečimi oljnimi kapljicami – hodci«, kjer je pokazal obnašanje pilotnega valovanja v makroskopsko mehanskem analogonu.

## Valovna narava velikih teles
Od prikazov delnovalovnih značilnosti pri fotonih in elektronih so izvedli podobne poskuse za nevtrone in protone. Najbolj znanega med njimi sta izvedla Immanuel Estermann in Otto Stern leta 1929. Avtorji podobnih nedavnih poskusov z atomi in molekulami, opisanih spodaj, trdijo, da se ti večji delci tudi obnašajo kot valovanje.
Niz poskusov, ki so poudarili vpliv gravitacije v povezavi z delčnovalovno dualnostjo, so izvedli v 1970-ih s pomočjo nevtronskega interferometra. Nevtroni, delci atomskih jeder, imajo največjo maso v jedru in zaradi tega v običajni snovi. V nevtronskem interferometru se obnašajo kot kvantnomehansko valovanje neposredno pod vplivom gravitacije. Čeprav rezultati niso presenečali, ker je bilo za gravitacijo znano, da deluje na vse, vključno na svetlobo (glej poskusi splošne teorije relativnosti) in Pound-Rebkov poskus s padajočim fotonom), interference kvantomehanskega valovanja masivnega fermiona s samim seboj v gravitacijskem polju do tedaj niso nikoli eksperimentalno potrdili.
Leta 1999 so raziskovalci s Fakultete za fiziko dunajske univerze poročali o uklonu fulerenov C60. Fulereni so sorazmerno velika in masivna telesa z atomsko maso približno 720 u. De Brogliejeva valovna dolžina vpadnega curka je bila približno 2,5 pm, premer molekule pa približno 1 nm, kar je približno 400-krat večje. Leta 2012 so te poskuse uklona oddaljenega polja lahko razširili na molekule ftalocianina in njihove težje izpeljanke, ki imajo po 58 in 114 atomov. V teh poskusih so nastajanje interferenčnih vzorcev lahko zabeležili v realnem času in z občuljivostjo ene molekule.
V letu 2003 je dunajska skupina prikazala tudi valovno naravo tetrafenilporfirina – biobarvila s premerom molekule približno 2 nm in maso 614 u. Za ta prikaz so uporabili Talbot-Lauov interferometer. V istem interferometru so našli tudi interferenčne šope za C60F48., fluoriran buckminsterfuleren z maso približno 1600 u, sestavljen s 108-imi atomi. Velike molekule so že tako kompleksne, da omogočajo eksperimentalni vpogled nekaterih vidikvm kvantnomehanskega in klasičnega okvirja, to je določenih mehanizmov dekoherence. Leta 2011 so lahko prikazali interferenco molekul z maso do 6910 u v Kapica-Dirac-Talbot-Lauovem interferometru. Leta 2013 so prikazali interferenco molekul z maso prek 10.000 u.
Ali imajo telesa, ki so masivnejša od Planckove mase (približno teže velike bakterije), de Brogliejevo valovno dolžino, je teoretično nejasno in eksperimentalno nedosegljivo – nad Planckovo maso bo Comptonova valovna dolžina teles manjša od Planckove dolžine in njihovega Schwarzschildovega polmera, merilo v katerem lahko trenutne fizikalne teorije odpovedujejo ali pa jih je treba zamenjati s splošnejšimi.
Nedavno so Couder, Fort in sodelavci pokazali, da se lahko z makroskopskimi oljnimi kapljicami na nihajoči površini prikaže model delčnovalovne dualnosti – krajevno omejena kapljica v svoji okolici tvori periodično valovanje in interakcija z njim vodi do nekaterih kvantnomehanskih pojavov:
- interferenca v poskusu z dvojno režo,[38]
- nenapovedano tuneliranje[39] (na zapleteni način odvisno od praktično skritega stanja polja),
- orbitalna kvantizacija[40] (da lahko delec 'najde resonanco' z motnjami polja, ki jih tvori, se mora po eni orbiti njegova notranja faza vrniti v začetno stanje),
- Zeemanov pojav.[41]

## Pomembnost
Delčnovalovna dualnost je globoko vtkana v temelje kvantne mehanike. V formalizmu teorije so vse informacije o delcu zakodirane v njegovi valovni funkciji, kompleksni funkciji, ki je v grobem podobna amplitudi valovanja v vsaki točki prostora. Ta funkcija se razvija po Schrödingerjevi enačbi. Za delce z maso ima ta enačba rešitve, ki sledijo obliki valovne enačbe. Širjenje takšnega valovanja vodi do valovnih pojavov, kot sta interferenca in uklon. Brezmasni delci, kot so fotoni, za Schrödingerjevo enačbo nimajo rešitev, zato imajo drugo valovanje.
Delcu podobno obnašanje je najočitnejše zaradi pojavov povezanih z meritvijo v kvantni mehaniki. Pri merjenju lege delca bo delec prisiljen v bolj krajevno omejeno stanje, ki ga da načelo nedoločpenosti. Če se gleda skozi ta formalizem, bo meritev valovne funkcije naključno vodila do zrušitve valovne funkcije, do funkcije z ostrim vrhom v neki legi. Za delce z maso bo verjetnost zaznave delca v poljubi določeni legi enaka kvadratu amplitude valovne dolžine v njej. Meritev bo vrnila dobro določeno lego, in bo skladna z načelom nedoločenosti.
Z razvojem kvantne teorije polja se je nejasnost razblinila. Polje dovoljuje rešitve, ki sledijo valovni enačbi, in se imenujejo valovne funkcije. Izraz delec se rabi za označevanje nereduktibilnih reprezentacij Lorentzeve grupe, ki jih dovoljuje polje. Interakcija kot v Feynmanovem diagramu je sprejeta kot računsko pripraven približek, kjer so odhodni kraki znani kot poenostavitve razširjanja, notranje črte pa do določene mere razširitve interakcij polja. Ker je polje nekrajevno in kvantizirano, so pojavi, ki so bili prej mišljeni kot paradoksi, pojasnjeni. Ker je polje nekrajevno in kvantizirano, so pojasnjeni pojavi, ki so bili prej mišljeni kot paradoksi. Kvantna teorija polja v mejah delčnovalovne dualnosti daje enake rezultate.

## Ponazoritev
Obstajata dva načina ponazoritve delčnovalovnega obnašanja: s standardnim modelom in z de Broglie-Bohrovo teorijo.
Spodaj je prikaz delčnovalovne dualnosti kakor se povezuje z de Brogliejevo domnevo in Heisenbergovim načelom nedoločenosti s pomočjo prostorskih valovnih funkcij lege in gibalne količine za en brezspinski delec z maso v eni razsežnosti. Te valovne funkcije so druga drugi Fourierove transformacije.
Bolj krajevna je valovna funkcija v prostoru lege, bolj se bo delec verjetneje našel s koordinatami lege v tistem območju, valovna funkcija v prostoru gibalne količine pa bo temu ustrezno manj krajevna, tako da bodo možne komponente gibalne količine, ki jih delec lahko ima, bolj razpršene.
Bolj krajevna je na drugi strani valovna funkcija v prostoru gibalne količine, bolj se bo delec verjetneje našel s tistimi vrednostmi komponent gibalne količine v tistem območju, valovna funkcija v prostoru lege pa bo temu ustrezno manj krajevna, tako da bodo koordinate lege, ki jih delec lahko zasede, bolj razpršene.

## Alternativni pogledi
Delčnovalovna dualnost je v moderni fiziki težko vprašanje. Večina fizikov jo sprejema kot najboljši opis za široko območje opazovanih pojavov, vendar ni brez polemik. Tu so predstavljeni tudi alternativni pogledi. Ti v splošnem v glavnini fizike niso sprejeti, vendar služijo kot osnova za dragoceno razpravo znotraj skupnosti.

### Delec in valovanje skupaj
Model s pilotnim valovanjem, ki ga je izvirno razvil de Broglie in naprej razvil Bohm v teorijo skritih spremenljivk, predlaga, da dualnosti ni, ampak sistem sočasno kaže značilnosti delca in valovanja, delci pa v determinističnem slogu vodi pilotno valovanje (ali njegov kvantni potencial), ki jih usmerja na območja konstruktivne interference prednostno od območij destruktivne interference. Te zamisli se drži pomembna manjšina znotraj fizikalne skupnosti.
Vsaj en fizik obravnava »valovno dualnost« ne kot nerazumljivo skrivnost. Leslie E. Ballentine je pojasnil:
Ko so prvič odkrili uklon delcev, je bil to vir velike zmedenosti. Ali so »delci« res »valovanje«? V zgodnjih poskusih so vzorce pri uklonu odkrili holistično s pomočjo fotografske plošče, ki ni mogla zaznati posameznih delcev. Zaradi tega se je razvila predstava, da delčne in valovne značilnosti med seboj niso združljive, ali dodatno v smislu, da bi se za njihovo opazovanje potrebovale različne merilne naprave. Ta zamisel je bila le nesrečna posplošitev iz tehnološke omejitve. Danes je možno zaznati prihod posameznih elektronov in videti, da vzorec uklona nastane kot statistični vzorec, sestavljen iz mnogo majhnih pik (Tonomura; idr. (1989)). Jasno je, da so kvantni delci res delci, vendar se njihovo obnašanje zelo razlikuje od tistega kar bi se pričakovalo od klasične fizike. 
Afšarjev poskus iz leta 2007 mogoče napeljuje na to, da je možno sočasno opazovati tako delčne kot valovne značilnosti fotonov. To trditev pa so drugi znanstveniki pobijali.

### Samo valovanje
Ameriški znanstvenik in profesor na Caltech Carver Mead je predlagal, da se dualnost lahko zamenja s pogledom v katerem je govora le o »valovanju«. V svoji knjigi Collective Electrodynamics: Quantum Foundations of Electromagnetism iz leta 2000 je predlagal, da se analizira obnašanje elektronov in fotonov isključno s pomočjo elektronskih valovnih funkcij, in navidezno delčno obnašanje pripisal pojavom kvantizacije in lastnim stanjem. Z besedami recenzenta Davida Haddona:

Mead je pretrgal gordijski vozel kvantne komplementarnosti. Trdi, da atomi skupaj s svojimi nevtroni, protoni in elektroni sploh niso delci, ampak čisto snovno valovanje. Mead kot močen dokaz isključne valovne narave tako svetlobe in snovi odkritje med letoma 1933 in 1996 desetih čisto valovnih pojavov, vključno z vseprisotnim laserjem CD-predvajalnikov, samorazširjajočimi električnimi tokovi superprevodnikov in Bose-Einsteinovim kondenzatom atomov.

Einstein, ki pri iskanju poenotene teorije polja ni sprejel delčnovalovne dualnosti, je zapisal:
To dvojno naravo sevanja (in snovnih korpuskul) ... je pojasnila kvantna mehanika na bistroumen in osupljivo uspešen način. Ta interpretacija ... se mi zdi le kot začasni izhod...
Včasih interpretacijo mnogoterih svetov predstavijo kot teorijo s samim valovanjem, vključno z njenim tvorcem, Hughom Everettom, ki se je skliceval nanjo kot »valovna interpretacija«.
Domneva treh valovanj Ryszarda Horodeckega povezuje delec z valovanjem. Domneva namiguje, da je masivni delec sam po sebi prostorsko, kakor tudi časovno razširjeni valovni pojav po nelinearnem zakonu.
Deterministična teorija zrušitve upošteva zrušitev in meritev kot dva neodnisna fizikalna procesa. Zrušitev se zgodi, ko se valovna paketa prostorsko prekrivata in za katerega velja matematični kriterij, ki je odvisen od parametrov obeh valovnih paketov. Je skrčenje prekrivne prostornine. V merilni napravi je eden od valovnih paketov del atomskih grozdov, ki predstavljajo napravo, valovni paket pa se zruši največ na prostornino takšnega grozda. To posnema delovanje točkastega delca.

### Samo delec
Še vedno v času stare kvantne teorije je predkvantnomehanski različici delčnovalovne dualnosti utiral pot William Duane,, razvili pa so jo Alfred Landé in drugi. Duane je pojasnil uklon rentgenskih žarkov na kristalu izključno s pomočjo delčnega vidika. Odklon trajektorije vsakega uklonjenega fotona je pojasnjen glede na prenos kvantizirane gibalne količine iz prostorsko regularne strukture uklonskega kristala.

### Ne valovanje in ne delec
Razpravljali so, da nikoli ne obstajajo le delci ali valovanje, ampak le nekakšen kompromis ali vmesno stanje med njimi. Zaradi tega je Arthur Stanley Eddington leta 1928 skoval izraz »wavicle« (valec), da bi opisal telesa, čeprav se danes ta redno ne rabi. En premislek je, da ničrazsežne matematične točke ni moč opazovati. Drug je, da je formalna predstavitev takšnih točk Diracova funkcija delta nefizikalna, saj se je ne da normalizirati. Vzporedni argumenti veljajo za čisto valovna stanja. Roger Penrose pravi:

Takšna 'stanja lege' so idealizirane valovne funkcije v nasprotnem smislu od stanj gibalne količine. Kadar so stanja gibalne količine neskončno razpršena, so stanja lege neskončno koncentrirana. Nič od tega ni normalizabilno [...].

### Relacijski pristop k delčnovalovni dualnosti
Relacijska kvantna mehanika se je razvila kot vidik, ki se ozira na dogodek zaznave delca kot ustanovitve povezave med kvantiziranim poljem in detektorjem. Nejasnost, povezano z rabo Heisenbergovega načela nedoločenosti, je sama po sebi zaradi tega odpravljena—zaradi tega ni delčnovalovne dualnosti.

## Uporabe
Čeprav je težko potegniti črto med delčnovalovno dualnostjo in preostalim delom kvantne mehanike, je vseeno mogoče navesti nekaj uporab te osnovne zamisli:
- delčnovalovno dualnost se izrablja v elektronski mikroskopiji, kjer se majhne valovne dolžine, povezane z elektronom, lahko uporabijo za gledanje teles, majših od tistih, ki so vidna s pomočjo vidne svetlobe.
- podobno uklon nevtronov uporablja nevtrone z valovnimi dolžinami približno 0,1 nm, kar je tipična razdalja atomov v trdnini, za določevanje strukture trdnin.
- fotografije sedaj lahko prikažejo to dvojno naravo, kar lahko vodi do novih načinov pregledovanja in zapisovanja tega obnašanja.[61]